# Atanazy (metropolita Malankary)
Atanazy (znany też jako Valiya Thirumeni, imię świeckie Paulose Ayyambillil Thekkekarayil, ur. 23 stycznia 1869 w Angamaly, zm. 25 stycznia 1953) – duchowny Syryjskiego Kościoła Ortodoksyjnego, w latach 1918-1953 metropolita Malankary. Przez Kościół syryjski uznawany jest za świętego.

## Życiorys
W wieku siedmiu lat został dostrzeżony przez patriarchę antiocheńskiego Ignacego Piotra IV, który odwiedził jego kościół parafialny. Trzy lata później został wyświęcony na diakona. Podjął naukę w seminarium w Kottayam, gdzie został następnie wykładowcą, jednak musiał przerwać to zajęcie z powodu ciężkiej choroby. Po niespodziewanym wyzdrowieniu, 25 listopada 1898 przyjął święcenia kapłańskie, a trzy dni później został przyjęty do stanu mniszego. Jako kapłan pomagał biskupowi Grzegorzowi zakładać nowe seminarium duchowne w Parumali. Wspierał również budowę seminarium w Thrikkunnathu. Gdy w wyniku schizmy w episkopacie wierny patriarchatowi Kościół znalazł się w niebezpieczeństwie z powodu małej liczby biskupów, 9 czerwca 1910 goszczący w Indiach patriarcha Ignacy Abd Allah II udzielił duchownemu sakry biskupiej mianując go ordynariuszem diecezji Angamali. W 1918 roku Atanazy został wybrany na metropolitę Malankary i zarządcę Kościoła Syryjskiego w Indiach. Jako metropolita wykazał się dużym zaangażowaniem w rozwój Kościoła, dlatego został odznaczony przez patriarchę Ignacego Efrema I tytułem obrińcy wiary.
Metropolita Atanazy zmarł 25 stycznia 1953 w wieku 84 lat i pochowany został w kościele Matki Bożej w Thrikkunnathu. 19 sierpnia 2004 patriarcha Ignacy Zakka I Iwas beatyfikował Atanazego, a 18 września 2009 kanonizował wpisując jego imię na stałe do tekstu mszalnego.